# Слідча Горчакова (телесеріал)
«Слідча Горчакова» (рос. Следователь Горчакова, рум. Anchetatorul Gorceakova) — російськомовний телесеріал 2019 року знятий в Україні та Молдові. Телесеріал створено продюсерським центром «Київтелефільм» на замовлення молдавського телеканалу «Televiziunea Centrală» та українського телеканалу «Інтер». Режисерами виступили Віра Яковенко та Олександр Сальников.
Деякі сцени телесеріалу знімались трьома версіями — для молдовського, російського та українського телеглядача. Прем'єра телесеріалу в Молдові відбулась 21 лютого 2019 року на телеканалі «Televiziunea Centrală». Прем'єра телесеріалу в Україні відбулася 29 квітня 2019 року на телеканалі «Інтер». Прем'єра телесеріалу в Росії планується на 2020 рік на телеканалі «Россія-1».

## Синопсис
Чарівна блондинка Ганна має нетипову для свого зовнішнього вигляду професію — слідчої поліції. Вона розкриває замовні вбивства, звільняє заручників і знаходить викрадених дітей. Звичайно ж їй допомагають колеги-професіонали капітан Разбегаєв та лейтенант-стажер Столбовой. Тому на роботі все вдається, але красива жінка через це має багато сімейних проблем.
Її чоловік фінансово забезпечує родину. Він працює шеф-кухарем елітного ресторану, який частково належить йому. Тому він хоче, аби Ганна звільнилась та народила дитину. Вона і погоджується, але при розслідуванні чергового вбивства гине її товариш по службі — капітан Щербань, і Горчакова не може залишити роботу, поки не знайде вбивцю колеги. Тому знову поринає з головою в роботу. В цей час вона зустрічається з своїм однокурсником Прилуцьким, який ще з університету закоханий в неї. Його призначають помічником одного з прокурорів. І без того непросте життя Ганни ускладнюється з'ясуванням відносин з чоловіком, а також конфліктами на ґрунті ревнощів — з подругою однокурсника.

## У ролях
- Настя Задорожна — Ганна Горчакова, слідча (головна роль)
- Олексій Зубков —  чоловік Ганни"
- Антон Батирєв — Разбегаєв, капітан, слідчий
- Андрій Самінін — Прилуцький, помічник прокурора
- Ігор Кистол — підполковник (у російській версії — полковник)
- Олег Коркушко
- Ігор Лисюк — Сизов, експерт

Епізодичних персонажів озвучив російською Дмитро Нежельський.

## Зйомки
Фільмування проходило в Україні у Києві та в Молдові у Кишиневі.